# Mourad Rais (frégate)
Pour les articles homonymes, voir Murad Rais et Rais.
Le Mourad Rais est une frégate  des Forces navales algériennes de la classe Koni.

## Étymologie
Cette frégate porte le nom du corsaire algérien Mourad Rais (Capitaine Mourad)[réf. souhaitée].

## Armement
- Missile : 1 (1 × 2) SA-N-4 Gecko avec 20 missiles
- Artillerie : 4 (2 × 2) de 76/60 mm, 4 (2 × 2) de 30/65 mm
- Mortier: 2 (2 × 12) RBU.6000, 2 lance charges de profondeur
- Torpille : 4 (2 × 2) tubes de 533 mm avec 4 torpilles
- Mine : 2 rails pour 22 mines

## Électronique
- 1 radar de veille combiné Strut Curve
- 1 radar de navigation Don 2
- 1 contrôle de tir Drum Tilt
- 1 contrôle de tir Pop Group
- 1 IFF High Pole B
- 2 IFF Square Head
- 1 sonar actif d'attaque MG.322 Hercules
- 1 contrôle d'armes 3P-60UE
- 2 (2 × 16) lance leurres PK.16
- 1 radiogoniomètre Cross Loop
- 1 détecteur radar Watch Dog